# جرثوم أكتي
جرثوم أكتي (الاسم العلمي: Actimicrobium) هي جنس من البكتيريا، سلبية الغرام، تتبع فصيلة الجرثوميات الحامضية.